# Benedetti dal Signore
Benedetti dal Signore è una serie televisiva del 2004 trasmessa su Canale 5 con protagonisti Ezio Greggio ed Enzo Iacchetti. La serie ha ottenuto un buon successo ed è stata riproposta in replica nell'estate 2007 su Italia 1 e nell'estate 2012 di nuovo su Canale 5 nel palinsesto pomeridiano del sabato. Dall'estate 2019 invece è Rete 4 a trasmettere le repliche della serie nel palinsesto mattutino della domenica. Altre repliche sono andate in onda anche su Mediaset Extra e Cine 34.

## Trama
I protagonisti sono Enzo Iacchetti ed Ezio Greggio, che interpretano, rispettivamente, fra' Martino (che ha passato tutta la vita nel convento, dato che è un trovatello) e fra' Giacomo (che prima di diventare frate ha condotto una vita smodata e all'insegna dell'eccesso, di cui fra' Martino sa molto poco). Insieme risolvono piccoli misteri riguardanti incidenti, disavventure o truffe.

## Episodi
| Stagione       | Episodi | Prima TV Italia |
| -------------- | ------- | --------------- |
| Stagione unica | 8       | 2004            |

## Trasmissione
La serie è stata trasmessa dal 23 gennaio 2004 su Canale 5.
Il convento di S. Bonaventura di Milano, dove si svolgono le vicende della serie, è in realtà l'Abbazia di Morimondo, situata in periferia milanese. Il casinò che si vede nell'ultimo episodio è il Casinò Admiral, situato a Mendrisio.

## Sigla
La sigla della serie, intitolata Testa, è scritta da Eros Ramazzotti, Claudio Guidetti ed Ezio Greggio, e cantata da quest'ultimo insieme ad Enzo Iacchetti.

## Riconoscimenti
Nel 2004 la fiction vince il premio del Telegatto come miglior film TV.

## Curiosità
Ezio Greggio ed Enzo Iacchetti assunsero nella fiction i nomi di fra Giacomo e fra Martino in onore dei rispettivi figli, Giacomo Greggio e Martino Iacchetti.